# Steamboat Rock
Steamboat Rock város az USA Iowa államában, Hardin megyében. Lakosainak száma 264 fő (2020. április 1.).

## Népesség
A település népességének változása:

| 2010 | 310 |
| 2020 | 264 |